# Chorągiew tatarska Murzy Bohdanowicza
Chorągiew tatarska Murzy Bohdanowicza – chorągiew tatarska jazdy koronnej z połowy XVII wieku.
Rotmistrzem chorągwi był Murza Bohdanowicz.
Żołnierze chorągwi tatarskiej Bohdanowicza brali udział w działaniach zbrojnych powstania Chmielnickiego. Odznaczyli się męstwem podczas bitwy pod Beresteczkiem w czerwcu 1651. W uznaniu ich męstwa Murzy Bohdanowiczowi i składającym się na chorągiew setce jego towarzyszy król Jan Kazimierz nadał miasteczko Oratów z dwiema wioskami, opustoszałe pokozackie wsie Dulickie i Rastowice (dzis. rejon białocerkiewski) oraz wieś Weresy (dzis.  rejon żytomierski).
Chorągiew Murzy Bohdanowicza wspominana jest w książce przygodowej Jerzego Szumskiego Pan Samochodzik i kindżał Hasan-Beja.